# القای هیپوترمی
مدیریت هدفمند دما یا القای هیپوترمی (به انگلیسی: Targeted temperature management) و به اختصار (TTM) که قبلاً به عنوان «هیپوترمی درمانی» یا «هیپوترمی محافظتی» شناخته می‌شد، یک روش درمان فعال است که هدف آن دستیابی و حفظ دمای خاص بدن بیمار در یک مدت زمان خاص است.
القای هیپوترمی به جهت بهبود وضعیت نورولوژیک و جلوگیری از آسیب‌های مغزی انجام می‌گیرد. این روش با کاهش خطر آسیب بافتی به دنبال اختلال جریانِ خون داخل مغز در مواردی مانند سکته مغزی (وجود یک لخته بخشی از مغز را از خون رسانی محروم می‌کند)، سبب می‌شود، روش‌های درمانی و بازیابی عملکردی مغز سریع تر صورت بگیرد.
این فرایند در دوره ریکاوری پس از توقف جریان خون در مغز انجام می‌شود و می‌تواند بخش مهمی از مراقبت‌های پس از ایست قلبی (Post CPR) نیز به‌شمار رود.
مدیریت هدفمند دما، بقا و عملکرد مغز را پس از احیای ایست قلبی بهبود می‌بخشد. شواهد استفاده از روش مدیریتی را به دنبال انواع خاصی از ایست قلبی که در آن فرد هوشیاری خود را به دست نمی‌آورد، را نیز پشتیبانی می‌کند. نتایج نشان می‌دهد هر دو دمای ۳۳ درجه سانتیگراد (۹۱ درجه فارنهایت) و ۳۶ درجه سانتیگراد (۹۷ درجه فارنهایت) نتایج مشابهی از لحاظ کارایی دارند. کارایی القای هیپوترمی به دنبال آسیب مغزی تروماتیک نامشخص و نیازمند تحقیقات بیشتری است.
TTM در شرایطی با برخی از عوارض جانبی همراه است، اما این عوارض عموماً خفیف هستند.

## هدف
این کار به منظور کاهش خطر آسیب دیدگی بافت‌ها و به خصوص بافت مغز، در پی یک دوره فقدان جریان خون انجام می‌شود. فقدان جریان خون ممکن است ناشی از ایست قلبی یا انسداد شریان توسط یک لخته باشد، مانند سکته مغزی.
شواهد نشان می‌دهند که مدیریت هدفمند دما پس از احیای قلبی ریوی، بقا و عملکرد مغز را بهبود بخشیده و پیش‌آگهی بهتری را فراهم می‌آورد.

## زمان و روش انجام
برای هیپوترمی‌های با مدت زمان بیش از ۱۲ ساعت، رابطه بین زمان شروع هیپوترمی پس از بازگشت جریان خون خود به خودی (به اختصار ROSC) و نیز زمان رسیدن به دمای هدف که سبب بهبودی نورولوژیک می‌شود، دقیقاً مشخص نیست و نتایج مطالعات متفاوت بوده‌است.
روشهای مختلفی برای القای هیپوترمی وجود دارند مانند پتوهای خنک‌کننده، قرار دادن کیسه‌های یخ روی بدن و مخصوصاً در مجاورت وریدها و شریانهای بزرگ، انفوزیون سرم نرمال سالین سرد و… که همگی باید همراه با مانیتورینگ کامل انجام شوند.
انفوزیون نرمال سالین یا رینگر لاکتات سرد به میزان ۳۰ الی ۵۰ سی سی در کیلوگرم انجام می‌شود.

## نحوه کنترل دمای بدن
کنترل دمای مرکزی بدن یا به عبارتی کنترل دمای مغز با استفاده از کاتترهای داخل مری، کاتترهای داخل مثانه (در بیماران غیرآنوریک) و کاتترهای داخل شریان ریوی (در بیمارانی که به دلیل دیگری کاتتر شریان ریوی برایشان کارگذاری شده‌است) صورت می‌گیرد. به دماسنجهای تمپانیک واقعی هم نمی‌توان کاملاً اعتماد کرد. حتی دمای رکتال نیز ممکن است با دمای مغز تفاوت داشته باشد. به همین دلیل اندازه‌گیری دما حتماً باید با روش تهاجمی کاتتر گذاری انجام شود.

## خطرات احتمالی
وقوع عفونتها در بیماران تحت هیپوترمی شایع است، ضمن اینکه هیپوترمی با وضعیت انعقادی نیز تداخل دارد؛ بنابراین باید قبل از القای هیپوترمی، خونریزی‌ها را کنترل نمود.